# 高木
高木（）（英: tree, arbor）とは、樹木の便宜的な区分の1つである。一般的には、高さ2–3メートル (m) 以上の木本とされ、ふつう主幹（主となる幹）が明瞭である。喬木（）ともよばれる。森林においては、高木層を形成する。例として、アカマツやスギ、ブナ、ケヤキ、ヤマザクラなどがある。

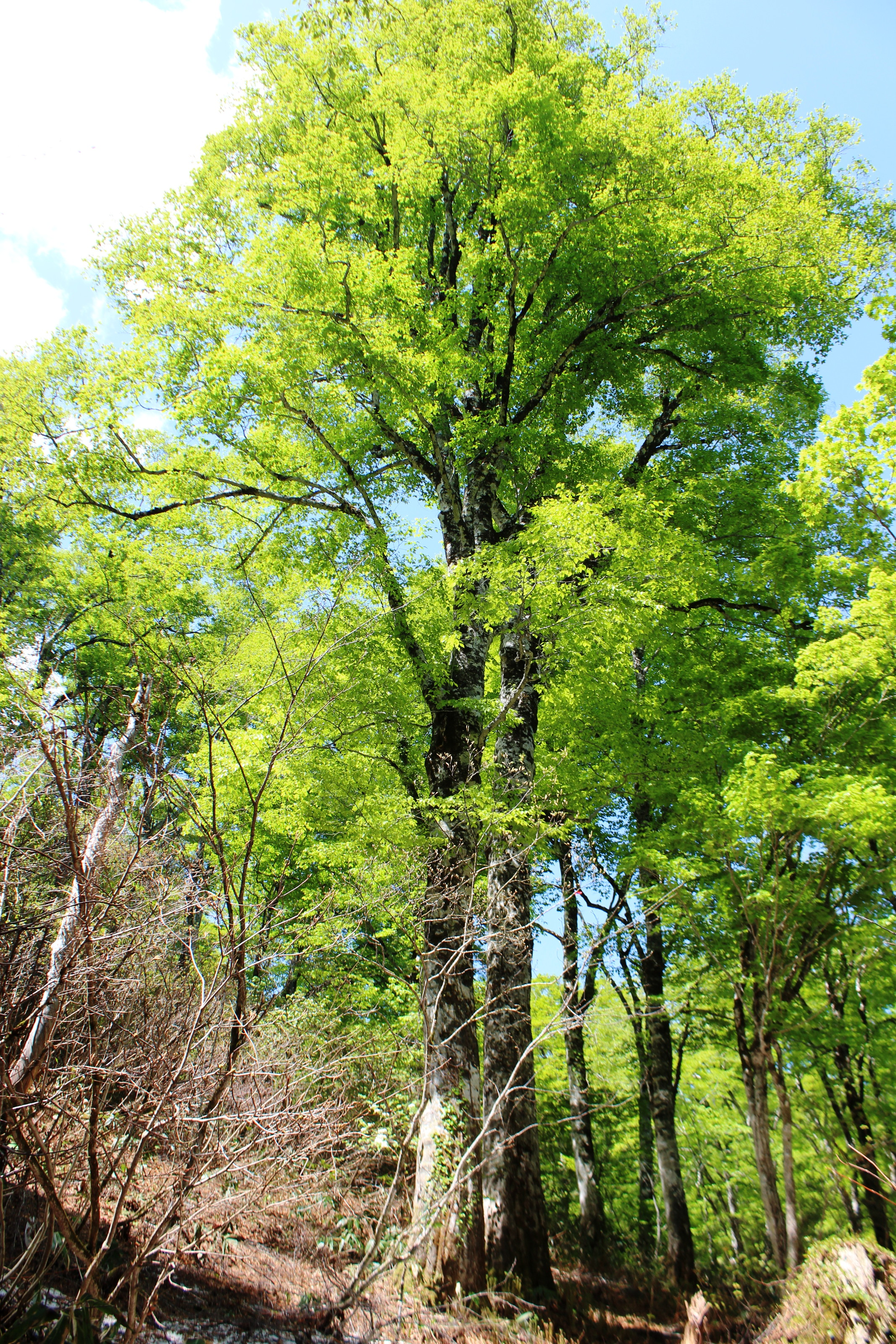
典型的な高木であるブナ

高木に対する用語は低木である。また高さなどに基づき、高木を超高木や亜高木（小高木）などに細分することもある。ただしこれらの区分はおおよそであり、また定義も一定していないため、同一植物が異なる区分に分類されることもある。

## 定義

### 生物学における高木

#### 高木
生物学においては、一般的に成長した状態で高さ2または3メートル以上であり、また主幹が明瞭である樹木を高木とよぶ。狭義には高さ8–30メートルほどのものを指し、森林においては高木層（tree layer）を形成する。高木層がある森林は高木林（forest, woods）とよばれる。日本で見られる高木の例として、アカマツやスギ（下図1a）、イチョウ、クスノキ、ユリノキ（下図1b）、カツラ、アカメガシワ、シダレヤナギ、コナラ（下図1c）、シラカンバ、ヤマザクラ、ケヤキ（下図1d）、ハリエンジュ、イロハモミジ、シナノキ、ミズキ、キリ（下図1e）などがある。

#### 超高木
高さ30メートル以上になる高木は、超高木（emergent, emergent tree）ともよばれる。東南アジアやアフリカ、南米の熱帯林では、一部の種が超高木として高木層の林冠を突き抜けていることがある（下図1f, g）。またオセアニアにおけるユーカリ属の一部（下図1h）や、北米西海岸のセコイア（下図1i）およびセコイアデンドロンは、超高木からなる純林を形成する。

#### 亜高木
広義の高木のうち、高さ8メートル以下のものは亜高木または小高木（subarbor）とよばれることがある。亜高木は、森林では亜高木層を形成する。日本で見られる亜高木の例として、シキミ（下図1j）、マンサク、ユズリハ、マサキ、ウメ（下図1k）、ネムノキ、サルスベリ（下図1l）、ミネカエデ、ヌルデ、ハナミズキ、ヤブツバキ（下図1m）、エゴノキ（下図1n）、ヒイラギなどがある。

#### ラウンケルの生活型
クリステン・ラウンケル（Christen C. Raunkiær）は、休眠型に基づいて植物の生活型を類別した (Raunkiaer 1908)。その中で、休眠芽を高さ25センチメートル以上につける植物を地上植物（挺空植物、phanerophyte）とし、さらに以下のように細分している。これらに、大高木・中高木・小高木の訳語を充てることがある。
- macrophanerophyte（大型地上植物、大高木）… 休眠芽の位置が高さ30メートル以上。
- mesophanerophyte（中型地上植物、中高木）… 休眠芽の位置が高さ8メートルから30メートル。
- microphanerophyte（小型地上植物、小高木）… 休眠芽の位置が高さ2メートルから8メートル。
- nanophanerophyte（微小型地上植物、矮形地上植物、低木）… 休眠芽の位置が高さ25センチメートルから2メートル。

### 管理・植栽における高木
緑地管理などにおける高木の定義は、省庁や自治体によってさまざまなものがある。国土交通省では、高さ3メートル以上の樹木を高木、1から3メートルの樹木を中木、1メートル以下の樹木を低木とすることが多い。環境省の「かおりの樹木データ一覧表」では、高さ5メートル以上の樹木を高木、2から5メートルの樹木を中木、2メートル以下の樹木を低木としている。高木の定義として他にも、植栽時に2メートル以上で成木では4メートル以上になるもの、植栽時に3メートル以上で成木では5メートル以上になるもの、植栽時に4メートル以上で大きく成長が見込まれるもの、などがある。
林業では、材が利用可能になる4から5メートル以上のものを高木とよぶことが多い。